# Badminton-Südamerikameisterschaft 2017
Die Badminton-Südamerikameisterschaft 2017 fand vom 7. bis zum 14. Dezember 2017 in Rio de Janeiro in Brasilien statt.

## Sieger und Platzierte
| Disziplin    | Gold | Silber | Bronze |
| ------------ | --- | --- | --- |
| Herreneinzel | Artur Da Silva De Pomoceno | Cleyson Nobre Dos Santos | Alisson de Souza Vasconcellos |
| Herreneinzel | Artur Da Silva De Pomoceno | Cleyson Nobre Dos Santos | Daniel La Torre |
| Dameneinzel  | Daniela Macías | Fernanda Saponara Rivva | Paloma da Silva |
| Dameneinzel  | Daniela Macías | Fernanda Saponara Rivva | Paula La Torre |
| Herrendoppel | Daniel La Torre José Guevara | Bruno Barrueto Diego Mini | Alisson de Souza Vasconcellos Rodolfo Salles de Almeida |
| Herrendoppel | Daniel La Torre José Guevara | Bruno Barrueto Diego Mini | Luiz Eduardo Martinez Matheus Carrijo Cutti |
| Damendoppel  | Mariana Pedrol De Freitas Thalita Correa | Fabiana Silva Paula Pereira | Dánica Nishimura Daniela Macías |
| Damendoppel  | Mariana Pedrol De Freitas Thalita Correa | Fabiana Silva Paula Pereira | Fernanda Saponara Rivva Micaela Flores |
| Mixed        | Artur Da Silva De Pomoceno Lohaynny Vicente | Diego Mini Paula La Torre | Alisson de Souza Vasconcellos Thayse Da Silva Cruz Salles Almeida |
| Mixed        | Artur Da Silva De Pomoceno Lohaynny Vicente | Diego Mini Paula La Torre | Felipe Cury Paula Pereira |
| Mannschaft   | Peru Bruno Barrueto Rodrigo Camogliano Telge José Guevara Takeshi Isa Nicolás Macías Diego Mini Gustavo Salazar Diego Subauste Daniel La Torre Matías Zamorano Inés Castillo Micaela Castillo Stefany Chen Micaela Flores Daniela Macías Dánica Nishimura Ingrid Salas Fernanda Saponara Rivva Paula La Torre Valeria Wong | Chile Patricio Álvarez Cristian Araya Diego Castillo Cristóbal Conejero Sacha Debouzy Iván León Alonso Medel Nicolás Naupa Fernando Sanhueza Jenny Cepeda Camila Macaya Andrea Montero Ashley Montre Constanza Naranjo Mickaela Skaric Javiera Torres Belen Troncoso | Brasilien Victor Alves Felipe Cury Mateus Cutti Vinicius Gori Igor Ibrahim Cleyson Nobre Artur Silva Pomoceno Rodolfo Salles Alisson de Souza Vasconcellos Matheus Voigt Thalita Correa Thayse Cruz Mariana Pedrol Freitas Marta Lopes Bianca de Oliveira Lima Thamires Oliveira Paula Pereira Crislaine Santos Paloma da Silva Estefane Ventura |

## Teams
| Platz | Team        | Pld | W | L | MF | MA | MD  | GF | GA | GD  | PF  | PA  | PD   | Pts | Qualifikation |
| ----- | ----------- | --- | - | - | -- | -- | --- | -- | -- | --- | --- | --- | ---- | --- | ------------- |
| 1     | Peru        | 3   | 3 | 0 | 12 | 3  | +9  | 24 | 7  | +17 | 613 | 417 | +196 | 3   | 1.            |
| 2     | Chile       | 3   | 2 | 1 | 9  | 6  | +3  | 19 | 13 | +6  | 560 | 559 | +1   | 2   | 2.            |
| 3     | Brasilien   | 3   | 1 | 2 | 9  | 6  | +3  | 20 | 13 | +7  | 624 | 518 | +106 | 1   | 3.A           |
| 4     | Argentinien | 3   | 0 | 3 | 0  | 15 | −15 | 0  | 30 | −30 | 329 | 632 | −303 | 0   | 4.            |